# West Beyrouth
Pour les articles homonymes, voir Beyrouth (homonymie).
Pour plus de détails, voir Fiche technique et Distribution.
West Beyrouth est un film norvégo- belgo-libano-français réalisé par Ziad Doueiri et sorti en 1998. Il évoque la guerre de Liban en 1975, telle qu'elle a été vécue par deux adolescents.

## Synopsis
En avril 1975, la guerre civile éclate. La capitale du Liban, Beyrouth, est divisé en deux, Beyrouth-Est pour les chrétiens, et Beyrouth-Ouest (West Beyrouth en anglais, d'où le titre) pour les musulmans. Tarek, un jeune musulman, veut réaliser un film avec sa Super 8 et son ami Omar. Au début de la guerre, l'école est fermée. Sa mère veut fuir la ville mais son père refuse. Tarek passe son temps avec May, une jeune chrétienne. Par accident, Tarek se retrouve chez la légendaire Oum Walid, qui tient un bordel.

## Fiche technique
- Titre français : West Beyrouth
- Titre original : West Beyrouth (بيروت الغربيه)
- Réalisation : Ziad Doueiri
- Scénario : Ziad Doueiri
- Production : 38 Productions, ACCI, Centre national de la cinématographie, Ciné Libre, Douri Films, Exposed Film Productions AS, La Sept-Arte, Ministère de la Culture de la République Française, Norsk rikskringkasting et Radio-Télévision belge de la Communauté française
- Producteurs exécutifs : Rachid Bouchareb, Jean Bréhat
- Coproducteur : Bjørn Eivind Aarskog
- Photographie : Richard Gale
- Pays d'origine :  Liban
- Langue : arabe
- Dates de sortie :
  - 1998

## Distribution
- Rami Doueiri : Tarek
- Mohamad Chamas : Omar
- Rola Al Amin : May
- Carmen Lebbos : Hala, la mère de Tarek
- Joseph Bou Nassar : Riad, le père de Tarek
- Liliane Nemry : une voisine
- Leïla Karam : Oum Walid

## Distinctions
- 1998 : Festival de Cannes, quinzaine des réalisateurs : prix François-Chalais